# محمدهادی ساروی
محمدهادی ساروی دارکلایی (زادهٔ ۱۶ دی ۱۳۷۶)، کشتی‌گیر فرنگی‌کار، عضو و کاپیتان تیم ملی ایران است. او در المپیک ۲۰۲۴ پاریس با شکست آرتور الکسانیان موفق به کسب مدال طلا شد.

## زندگی
محمدهادی ساروی در روستای دارکلا از توابع شهرستان آمل به‌عنوان فرزند دوم خانواده به دنیا آمد. وی از سال ۱۳۹۰ وقتی که ۱۴ ساله بود به‌صورت جدی وارد رشته کشتی شد. وی کشتی را از تیم‌های پایه زیر نظر حسن حسین‌زاده آغاز نمود. وی فارغ‌التحصیل کارشناسی رشته تربیت بدنی از دانشکده سما واحد علوم و تحقیقات آیت‌الله آملی می‌باشد. وی در سن ۹ سالگی پدر خود را از دست داد و با مادر و تنها برادرش زندگی می‌کند.

## حرفه

### جوانان آسیا
مدال طلا ۲۰۱۸ دهلی نو؛
در وزن ۸۷ کیلوگرم محمدهادی ساروی پس از استراحت در دور اول در دور دوم مقابل تویومورا از ژاپن در حالی که ۴–۰ جلو بود حریف خود را ضربه فنی کرد و راهی مرحله نیمه نهایی شد. وی در این مرحله مقابل کومار سونیل از هند به پیروزی ۹–۰ رسید و به فینال راه یافت. ساروی در این دیدار با نتیجه ۹ بر صفر از سد مایمایتی کایسایر از کشور چین گذشت و صاحب مدال طلا شد.

### قهرمانی کشتی جوانان جهان
مدال طلا ۲۰۱۸ ترناوا؛ ساروی در دور اول تموری تچکاسلیدز قهرمان جوانان اروپا از گرجستان را با نتیجه ۱۰ بر ۳ از پیش رو برداشت و در دور دوم مقابل ایگور یاراشویچ از بلاروس با نتیجه ۸ بر ۲ به پیروزی رسید. وی در دور سوم نیز الکس زوکه نایب قهرمان جوانان اروپا از مجارستان را با نتیجه ۶ بر یک مغلوب کرد و راهی مرحله نیمه نهایی شد. وی در این مرحله هم ایلیا ارمولنکو از روسیه را با نتیجه ۳ بر یک شکست داد. در بازی نهایی هم موفق شد با نتیجه ۵ بر صفر رومان بتسچارت از سوئیس را شکست دهد و به عنوان قهرمانی جهان برسد.

### قهرمانی زیر ۲۳ سال آسیا
مدال طلا ۲۰۱۹ اولان باتور؛
در وزن ۸۷ کیلوگرم این رقابت‌ها ۵ نفر حضور داشتند که محمد هادی ساروی در کشتی نخست با نتیجه ۶ بر ۳ کومار سونیل از هند را مغلوب کرد وی در مبارزه بعدی مقابل کالیدین آسیکیف از قرقیزستان با نتیجه ۲ بر ۱ پیروز شد و در کشتی سوم نیز با نتیجه ۱۱ بر صفر بیلگون بایارسایخان از مغولستان را شکست داد و در مبارزه چهارم نیز با نتیجه ۸ بر صفر از سد میربک کوردبای از قزاقستان گذشت و به مدال طلا دست یافت.

### قهرمانی کشتی زیر ۲۳ سال جهان
مدال برنز ۲۰۱۹ بوداپست؛
در وزن ۹۷ کیلوگرم محمدهادی ساروی پس از استراحت در دور نخست در دور دوم با نتیجه ۹ بر ۳ بنس الماسی از صربستان را مغلوب کرد. ساروی در دور بعد و در مرحله یک چهارم نهایی مقابل آروی ساوولاینن قهرمان جوانان جهان و زیر ۲۳ سال اروپا از فنلاند با نتیجه ۵ بر یک شکست خورد و با توجه به حضور این حریف در دیدار فینال، به گروه شانس مجدد رفت. وی در این گروه مقابل آریف نیفتولایف از آذربایجان با نتیجه ۷ بر یک پیروز شد و به دیدار رده‌بندی راه یافت. ساروی در این دیدار با نتیجه ۶ بر ۴ و ضربه فنی ولادلن کوزلیوک از اوکراین را مغلوب کرد و به مدال برنز رسید.

### قهرمانی آسیا

#### قهرمانی کشتی آسیا ۲۰۲۰
مدال طلا ۲۰۲۰ دهلی نو؛ در وزن ۹۷ کیلوگرم محمدهادی ساروی پس از استراحت در دور نخست در دور دوم مقابل هاردیپ از هند با نتیجه ۹ بر یک به برتری دست یافت، در دور بعد و در مرحله نیمه نهایی با نتیجه ۵ بر صفر و ضربه فنی بکسلطلان محموداف از قرقیزستان را از پیش رو برداشت و راهی دیدار پایانی شد. ساروی در دیدار فینال با نتیجه ۵ بر ۲ از سد سی یئول لی از کره جنوبی گذشت و به مدال طلا دست یافت.

#### قهرمانی کشتی آسیا ۲۰۲۴
در وزن ۹۷ کیلوگرم محمدهادی ساروی پس از استراحت در دور نخست، در دور دوم با نتیجه ۹ بر صفر بادامدورج بالتمونخ از مغولستان را شکست داد و به دیدار نیمه نهایی راه یافت. وی در این مرحله مقابل کوون جئونگ-یول از کره جنوبی با نتیجه ۸ بر صفر به برتری دست یافت و راهی دیدار فینال شد. ساروی در این دیدار با نتیجه ۹ بر صفر یوسف ماتسیف از قزاقستان را مغلوب کرد و به مدال طلا دست یافت.

#### قهرمانی کشتی آسیا ۲۰۲۵
در وزن ۹۷ کیلوگرم محمدهادی ساروی پس از استراحت در دور نخست، در دور دوم با نتیجه ۸ بر صفر امانبردی آگامامدوف از ترکمنستان را از پیش رو برداشت و به مرحله نیمه نهایی راه یافت. وی در این مرحله با نتیجه ۱۱ بر صفر نیتیش از هند را شکست داد و به دیدار فینال راه یافت. ساروی در دیدار فینال با نتیجه ۸ بر صفر یوری ناکازاتو از ژاپن را مغلوب کرد و به مدال طلا دست یافت.

### قهرمانی جهان

#### قهرمانی کشتی جهان ۲۰۱۹
در وزن ۹۷ کیلوگرم محمدهادی ساروی در دور نخست با پیتر اوهلر از آلمان مبارزه کرد. ۳ دقیقه اول در حالی به پایان رسید که فرنگی کار ایرانی از داوران یک اخطار گرفت و یک امتیاز را از دست داد. البته کشتی‌گیر آلمانی در خاک نتوانست کاری از پیش ببرد. در ۳ دقیقه دوم، ساروی نمایش خوبی داشت. بعد از اینکه داوران یک اخطار به پیتر اوهلر و یک امتیاز به ساروی دادند، این فرنگی کار ایرانی توانست ۲ بار حریفش را با زیرکی خاک کند و در نهایت ۵ بر یک برنده این مبارزه شود. وی در مرحله یک شانزدهم نهایی مقابل کریل میلوف دارنده مدال نقره جهان از بلغارستان قرار گرفت. با اینکه فرنگی کار ایرانی در ۳ دقیقه اول یک اخطار گرفت و یک بارانداز هم خورد، اما بازهم مثل کشتی اول در یکی، ۲ دقیقه پایانی دیدنی عمل کرد. ساروی نه تنها ۳ امتیاز از دست رفته را جبران کرد، بلکه با اجرای ۳ بارانداز متوالی امتیازاتش را به عدد ۷ رساند. ساروی ۷ بر ۳ پیروز این مبارزه شد تا به یک‌هشتم نهایی صعود کند. در این مرحله ساروی در سومین کشتی خود، برابر گابریل روسیلو کایند از کوبا قرار گرفت. در حالی که کشتی‌گیر کوبایی با ۲ بار خاک کردن ساروی ۴ بر صفر در فاصله یک دقیقه مانده به پایان کشتی، جلو بود، مقهور آمادگی بدنی بالای کشتی‌گیر ایرانی شد. ساروی مثل ۲ مبارزه قبلی خود توانست در یک دقیقه آخر طوفان به پا کند. او ۵ امتیاز متوالی را با توجه به از نفس افتادن حریف گرفت و در نهایت ۵ بر ۴ برنده شد و به یک چهارم نهایی رسید. او در این مرحله برابر آرتور الکسانیان، قهرمان پرآوازه ارمنستانی قرار گرفت. ساروی که امروز نمایش تحسین‌برانگیزی داشت، بعد از گرفتن یک امتیاز از الکسانیان با اخطار داوران، ۳ امتیاز را به خاطر بیرون رفتن از تشک و خاک شدن از دست داد. در ادامه یک اخطار داوران نتیجه را ۴–۱ کرد و کسب ۲ امتیاز از ساروی در ثانیه‌های آخر هم سودی نداشت. بدین ترتیب ساروی ۴–۳ کشتی را واگذار کرد و با توجه به حضور این کشتی‌گیر در دیدار فینال به گروه بازنده‌ها راه یافت. ساروی در این دور مقابل جنک ایلدیم دارنده برنز المپیک و جهان از ترکیه با نتیجه ۷ بر ۵ مغلوب شد و از دور رقابت‌ها کنار رفت.

#### قهرمانی کشتی جهان ۲۰۲۱

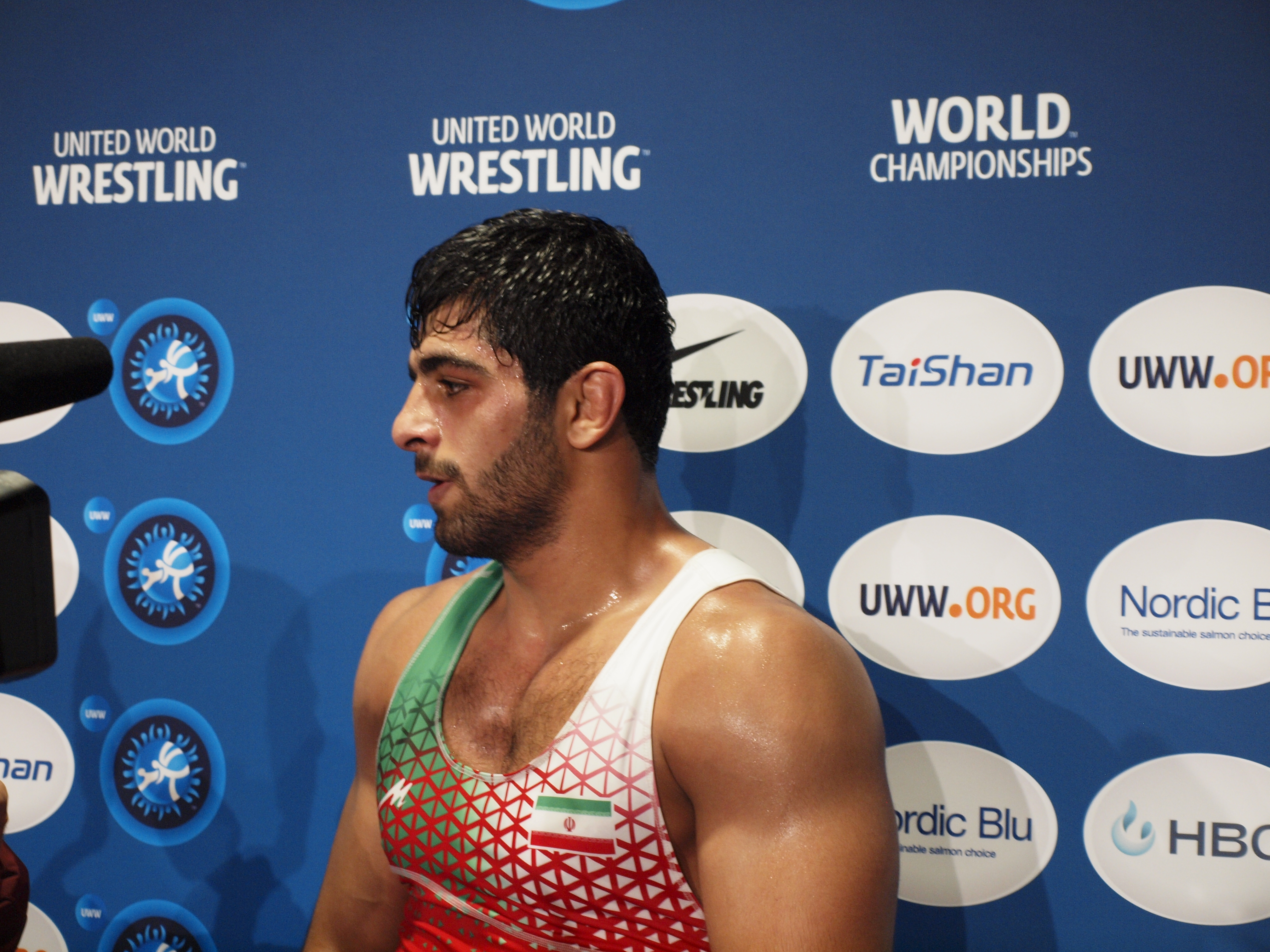
در مسابقات قهرمانی جهان ۲۰۲۱ نروژ

محمد هادی ساروی در مسابقات قهرمانی جهان ۲۰۲۱ نروژ پس از استراحت در دور نخست، در دور دوم با آرتور سارگسیان قهرمان زیر ۲۳ سال اروپا از روسیه مبارزه کرد و ۶ بر ۴ از سد حریف خود گذشت و راهی یک چهارم شد. وی سپس در مرحله یک چهارم نهایی مقتدرانه گئورگی ملیا از گرجستان را با نتیجه ۹–۱ شکست داد. در مرحله نیمه نهایی به مصاف نیکولوز کاخلاشویلی از ایتالیا رفت و موفق شد با نتیجه ۵–۰ پیروز شود و راهی دیدار فینال شد. ساروی در فینال به مصاف الکس زوکه از مجارستان رفت و موفق شد با نتیجه ۳–۱ پیروز شود و به مدال طلای این مسابقات و نخستین طلای کاروان تیم ملی کشتی فرنگی ایران دست یابد.

#### قهرمانی کشتی جهان ۲۰۲۲
در وزن ۹۷ کیلوگرم محمدهادی ساروی دارنده طلای جهان و برنز المپیک، پس از استراحت در دور نخست، در دور دوم با نتیجه ۸ بر صفر فلیکس بالداف از نروژ را از پیش رو برداشت و راهی مرحله یک چهارم نهایی شد. وی در این مرحله با نتیجه ۷ بر صفر رستم آساکالوف از ازبکستان را مغلوب کرد و به مرحله نیمه نهایی راه یافت. ساروی در مرحله نیمه نهایی به مصاف آرتور الکسانیان دارنده طلا و نقره المپیک و پنج مدال جهان از ارمنستان رفت و در نهایت با نتیجه ۳ بر یک مغلوب حریف با تجربه خود شد و از صعود به فینال بازماند. ساروی برای کسب مدال برنز به مصاف متهان باشار دارنده ۲ مدال طلای جهان از ترکیه رفت که با حساب ۶ بر یک حریف خود را شکست داد و به مدال برنز دست یافت.

#### قهرمانی کشتی جهان ۲۰۲۳
در وزن ۹۷ کیلوگرم محمدهادی ساروی پس از استراحت در دور نخست، در دور دوم با نتیجه ۳ بر ۱ مارکوس راگینگر از اتریش را شکست داد. وی در دور سوم با نتیجه ۷ بر ۱ جرارد کورنیچاک از لهستان را از پیش رو برداشت و به مرحله یک چهارم نهایی راه یافت. وی در این مرحله با نتیجه ۴ بر ۱ فلیکس بالداف از نروژ را مغلوب کرد و به مرحله نیمه نهایی راه یافت. ساروی در این مرحله با نتیجه ۳ بر صفر مغلوب گابریل روسیلو از کوبا شد و به دیدار رده‌بندی رفت. وی در این دیدار با نتیجه ۴ بر ۱ مقابل ابوبکر خصلاخاناو از بلاروس به برتری دست یافت و ضمن کسب سهمیه المپیک پاریس، صاحب مدال برنز شد.

### المپیک

#### المپیک توکیو ۲۰۲۰
وی در مسابقات گزینشی کشتی فرنگی آسیا در سال ۲۰۲۱ در آلماتی قزاقستان با حضور در مسابقه فینال توانست سهمیه کشتی در بازی‌های المپیک تابستانی ۲۰۲۰ را کسب کند. وی در این مسابقات به مدال طلا دست یافت.
وی همچنین در بازی‌های المپیک تابستانی ۲۰۲۰ موفق به کسب مدال برنز شد. ساروی در مسابقات المپیک در کشتی نخست، آدام بوجملین الجزایری را ۹–۰ شکست داد، در یک چهارم کیریل میلوف بلغار را ۶–۰ شکست داد و در نیمه‌نهایی ۴–۱ از آرتور الکسانیان شکست خورد. ساروی در رده‌بندی ساوولنین فنلاندی را با نتیجه قاطع ۹ بر ۲ از پیش رو برداشت و به مدال برنز المپیک رسید.این مدال برنز ساروی در وزن ۹۷ کیلوگرم، اولین مدال کشتی ایران در توکیو بود.

#### المپیک ۲۰۲۴ پاریس
محمدهادی ساروی در گام اول خود در برابر جو راو اهل آمریکا قرار گرفت. وی در اولین مسابقه خود با نتیجه قاطع ۱۰–۱ برابر حریف خود به پیروزی رسید. وی در گام دوم اوزور ژوژوپبیکوف قرقیزستانی را با نتیجه عالی ۸–۰ از پیش رو برداشت و توانست به مرحله نیمه نهایی صعود کند. وی در مرحله نیمه نهایی به مصاف محمدعلی جبر حریف مصری خود رفت که این مبارزه را با نتیجه ۶–۰ به سود خود به پایان رسانید. محمدهادی ساروی با این برد به نخستین فرنگی‌کار ایران تبدیل شد که گام به مرحله نهایی کشتی المپیک پاریس گذاشت. محمدهادی ساروی در دیدار نهایی مسابقات کشتی فرنگی المپیک پاریس برابر آرتور الکسانیان کشتی‌گیر عنوان دار ارمنستانی و دارنده ۳ مدال المپیک، قهرمانی جهان و اروپا قرار گرفت. وی در این دیدار با نتیجه ۴ بر ۱ بر الکسانیان غلبه کرد و اولین مدال طلا خود را در المپیک و اولین مدال طلا کاروان ایران را در المپیک ۲۰۲۴ پاریس کسب کرد.

### بازی‌های آسیایی

#### بازی‌های آسیایی ۲۰۲۲
در وزن ۹۷ کیلوگرم محمدهادی ساروی در دور اول با نتیجه ۶ بر ۳ مقابل رستم آساکالوف از ازبکستان به پیروزی رسید. وی در دور دوم با نتیجه ۳ بر ۱ اوزور ژوژوپبیکوف از قرقیزستان را از پیش رو برداشت و راهی مرحله نیمه نهایی شد. وی در این دیدار با نتیجه ۸ بر صفر اسلام اومایف از قزاقستان را شکست داد و به دیدار فینال راه یافت. ساروی در این دیدار با نتیجه ۵ بر ۱ یی لی ییمینگ از چین را مغلوب کرد و به مدال طلا دست یافت.

## افتخارات

### انفرادی
| سال  | تورنمنت           | مکان             | نتیجه | رویداد                 |
| ---- | ----------------- | ---------------- | ----- | ---------------------- |
| ۲۰۲۰ | جام جهانی انفرادی | بلگراد، صربستان  | برنز  | ۹۷ کیلوگرم فرنگی مردان |
| ۲۰۲۰ | قهرمانی آسیا      | دهلی نو، هند     | طلا   | ۹۷ کیلوگرم فرنگی مردان |
| ۲۰۲۱ | المپیک تابستانی   | توکیو، ژاپن      | برنز  | ۹۷ کیلوگرم فرنگی مردان |
| ۲۰۲۱ | قهرمانی جهان      | اسلو، نروژ       | طلا   | ۹۷ کیلوگرم فرنگی مردان |
| ۲۰۲۲ | قهرمانی جهان      | بلگراد، صربستان  | برنز  | ۹۷ کیلوگرم فرنگی مردان |
| ۲۰۲۳ | قهرمانی جهان      | بلگراد، صربستان  | برنز  | ۹۷ کیلوگرم فرنگی مردان |
| ۲۰۲۳ | بازی‌های آسیایی    | هانگژو، چین      | طلا   | ۹۷ کیلوگرم فرنگی مردان |
| ۲۰۲۴ | قهرمانی آسیا      | بیشکک، قرقیزستان | طلا   | ۹۷ کیلوگرم فرنگی مردان |
| ۲۰۲۴ | المپیک تابستانی   | پاریس، فرانسه    | طلا   | ۹۷ کیلوگرم فرنگی مردان |

زیر ۲۳ سال
| سال  | تورنمنت                 | مکان                 | نتیجه | رویداد                 |
| ---- | ----------------------- | -------------------- | ----- | ---------------------- |
| ۲۰۱۹ | قهرمانی زیر ۲۳ سال جهان | بوداپست، مجارستان    | برنز  | ۹۷ کیلوگرم فرنگی مردان |
| ۲۰۱۹ | قهرمانی زیر ۲۳ سال آسیا | اولان‌باتور، مغولستان | طلا   | ۸۷ کیلوگرم فرنگی مردان |